# Paul-Émile Janson
Paul-Émile Janson (Bruxelles, 30 maggio 1872 – Campo di concentramento di Buchenwald, 3 marzo 1944) è stato un politico belga.
Esponente del Partito Liberale, è stato Primo ministro del Belgio dal 24 novembre 1937 al 15 maggio 1938. Durante l'occupazione tedesca, fu arrestato come prigioniero politico e morì in un campo di concentramento tedesco nel 1944.

## Biografia

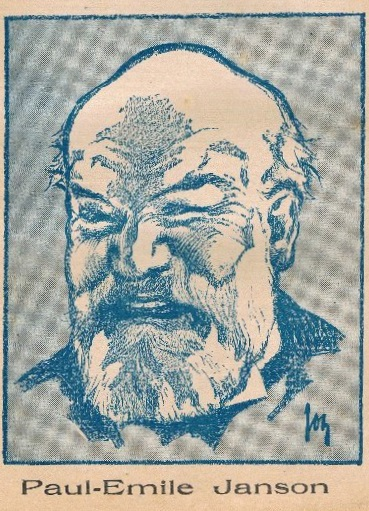
Paul-Emile Janson. Disegno di Jos De Swerts, 1923

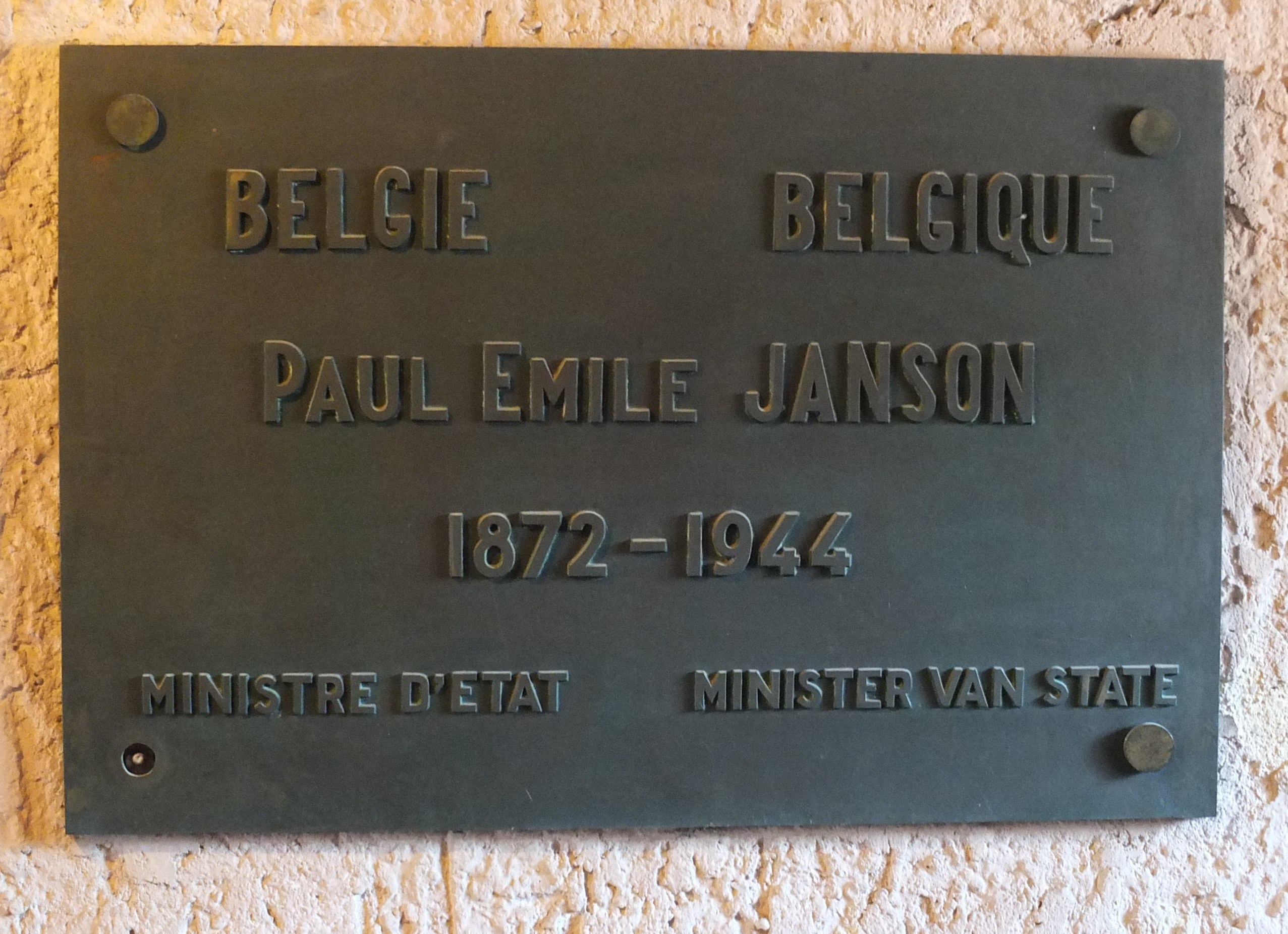
Targa commemorativa per il ministro di stato ed ex primo ministro Paul-Emile Janson, morto nel Campo di concentramento di Buchenwald

Nato a Bruxelles, Janson era il figlio dello statista liberale Paul Janson (morto nel 1913) e di e Anna-Augustine Amoré. Ha studiato giurisprudenza presso la Libera Università di Bruxelles (ora divisa tra l'Université libre de Bruxelles e la Vrije Universiteit Brussel), ha esercitato la professione di avvocato e ha insegnato anche all'università.
Nel 1910 diventa membro della Camera dei rappresentanti. Dal 1935 al 1936 è stato senatore. Ha ricoperto diversi incarichi ministeriali: Difesa nazionale, Giustizia e Affari esteri.
È stato primo ministro del Belgio dal 24 novembre 1937 al 15 maggio 1938. È stato difficile formare il governo in un periodo politicamente instabile e un ambiente internazionale teso. Il governo ha creato i consigli culturali olandesi e francesi e ha introdotto un disegno di legge sull'uso delle lingue in campo militare.
Era lo zio del socialista Paul-Henri Spaak, che gli succedette come primo ministro. Era inoltre professore presso l'Université libre de Bruxelles, il più grande anfiteatro porterà poi il suo nome.
Massone, fu membro della loggia Les Vrais Amis de l'Union et du Progrès Réunis di Bruxelles.
Rifugiato nel sud della Francia nel 1940, viene arrestato dai tedeschi dopo l'invasione della zona sud. Deportato a Sachsenhausen e Buchenwald, muore lì nel 1944.